# Sambatreppe

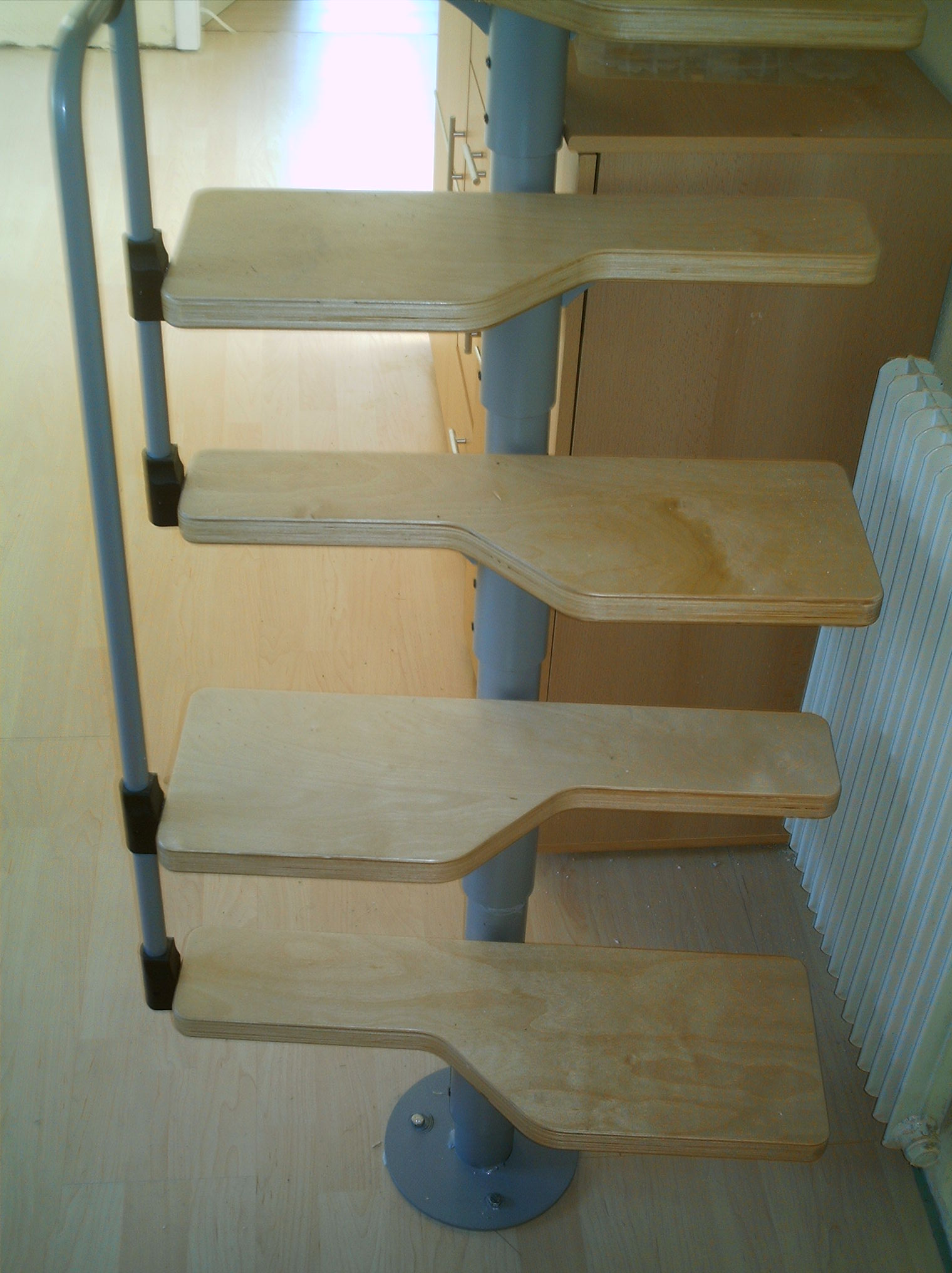
Stufen einer Sambatreppe

Eine Sambatreppe (Wechselstufentreppe) ist im Bauwesen eine Treppe mit versetzten Auftritten, die als Raumspartreppe nur eine geringe Grundfläche einnimmt.

## Beschreibung

Platzsparprinzip der Sambatreppe: 1 Treppe mit tiefen Auftritten, 2 Treppe mit verkürzten Auftritten, 3 Wechselstufentreppe

Bei der Sambatreppe bzw. Wechselstufentreppe ist jede Stufe nur halbseitig breit zum Auftreten, wobei die Auftrittsfläche jeweils abwechselnd links und rechts angeordnet ist und über die schmalere Seite der darunterliegenden Treppenstufe hinausragt. Dadurch hat abwechselnd der linke und der rechte Fuß einen normaltiefen Auftritt.  Dennoch erfordert das Besteigen einer derartigen Treppe viel Aufmerksamkeit: Die Sambatreppe bzw. Wechselstufentreppe muss immer in der gleichen Schrittfolge begangen werden und man ist gezwungen, immer mit dem gleichen Fuß zu beginnen. „Außerdem irritiert das steile Aussehen: Beim Hochsteigen sind die Stufen sehr nah vor dem Körper, beim Abwärtssteigen sieht man in eine gähnende Tiefe.“
Neben den geradläufigen Sambatreppen bzw. Wechselstufentreppen gibt es auch gekrümmte und viertelgewendelte Varianten.

## Nutzungseinschränkungen

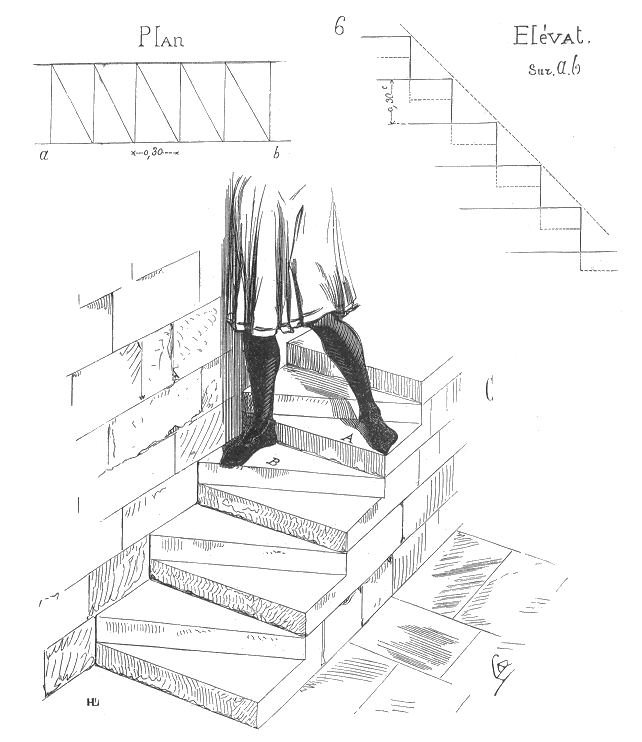
Mittelalterliche Wechselstufentreppe nach Viollet-le-Duc

Sperrige Güter können über diese Treppenart nicht transportiert werden. Zu dauernd genutzten Aufenthaltsräumen und als alleiniger Zugang zu einer Wohnung sind diese Treppen nicht zugelassen. Wegen der Stolpergefahr sind diese Treppen nicht als Fluchttreppen zugelassen. Sie werden nur für gelegentliche Nutzung eingesetzt, zum Beispiel als Zugang zum Dachboden.

## Begriff und Geschichte
Der Begriff Sambatreppe ist modern und beruht auf dem Sambatanz, da wegen der Anordnung der Stufen ein schwankende Tritt entsteht, bei dem man etwas mit der Hüfte wackelt. Es gibt auch weniger poetische Bezeichnungen wie u. a. Wechselstufentreppe, Steiltreppe, Halbstufentreppe und Löffeltreppe.
Sambatreppen bzw. Wechselstufentreppen sind eine in der Treppengeschichte relativ junge Erscheinung, deren Anwendung im Hausbau (auch als Fertigteiltreppe für Emporen und Dachgeschosse) im Wesentlichen erst Ende der 1970er Jahre begann. 1984 wurden sie in Ernst Neuferts Standardwerk der „Bauentwurfslehre“ aufgenommen.
Zuvor war die Art der Treppen mit versetzten Auftritten außerordentlich selten, doch berichtete bereits der Architekt und Bauforscher Eugène Viollet-le-Duc von südfranzösischen Beispielen des 13. Jahrhunderts.

### Ausgeführte Beispiele
- Samba-Treppe in Rom, auf detail.de
- Sambatreppe / Stahltreppe, auf heinze.de
- Hoch hinaus auf engem Raum, auf schreinerzeitung.ch